# Procesión

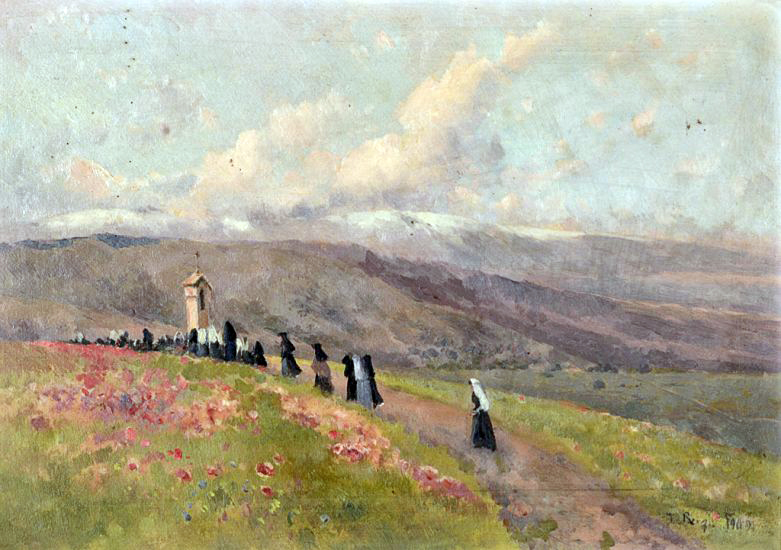
Procesión

Una procesión es un desfile religioso de personas, a veces con animales como pueden ser caballos, que hacen un recorrido de un lugar a otro (o bien partiendo de un sitio y volviendo a él) como muestra de su creencia y de su fe religiosa. 
Las procesiones se llevan a cabo en la mayoría de las grandes religiones: hinduismo, sintoísmo, islam, catolicismo. En el protestantismo no se celebran procesiones con imágenes y esculturas, a diferencia de la Iglesia católica, debido a sus principios teológicos y hermenéuticos, como el principio de "sola scriptura" que contribuyó a su desacralización de las imágenes religiosas. Aunque existen variaciones entre denominaciones, en general, el protestantismo se distancia de las procesiones en favor de una adoración más centrada en la Palabra de Dios.
En la iglesia católica se lleva a cabo la celebración de procesiones en grandes eventos como Semana Santa o día de los santos, alcanzando así una vivencia cultural en cada país o región.

## Historia

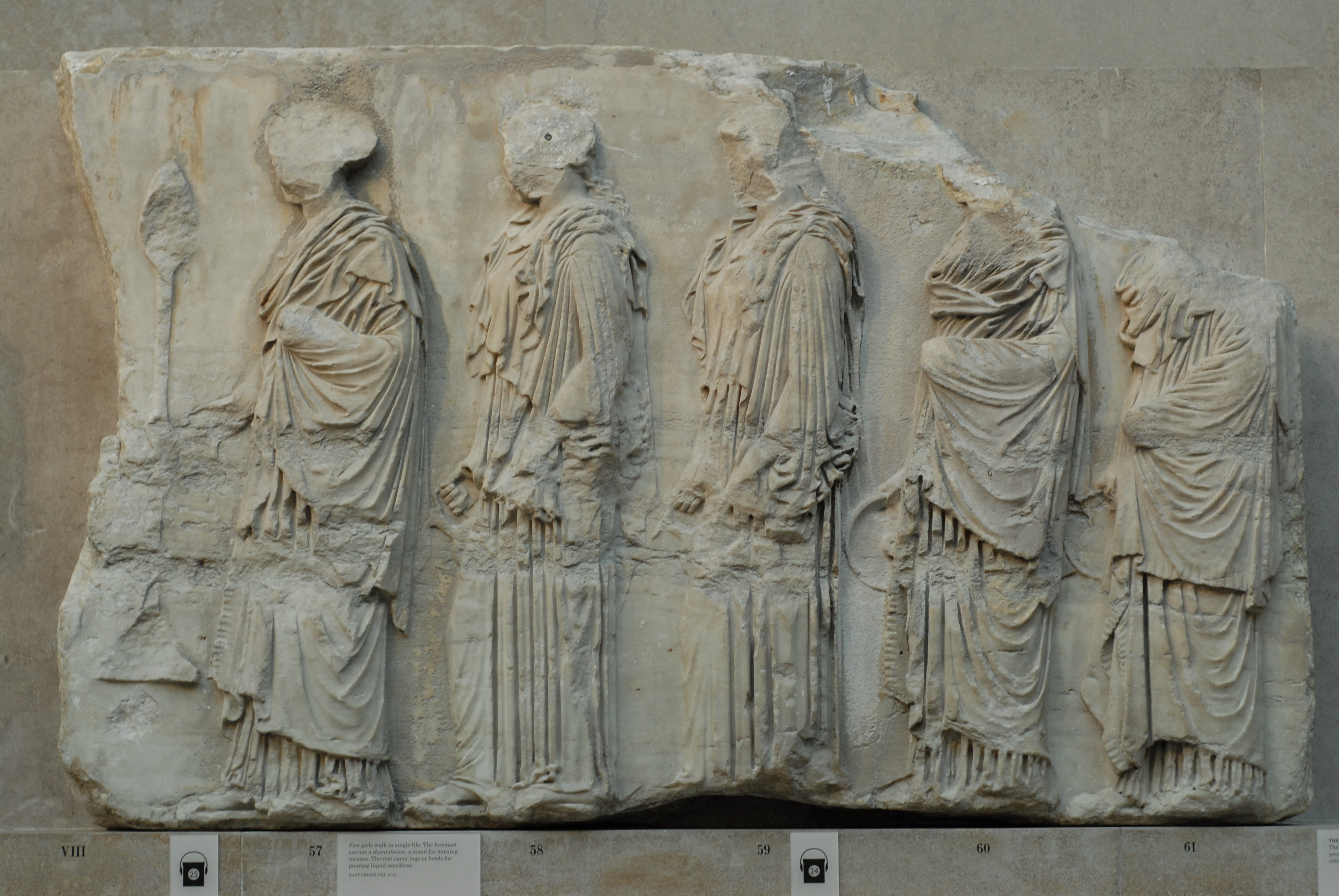
Procesión de las Panateneas en el friso del Partenón

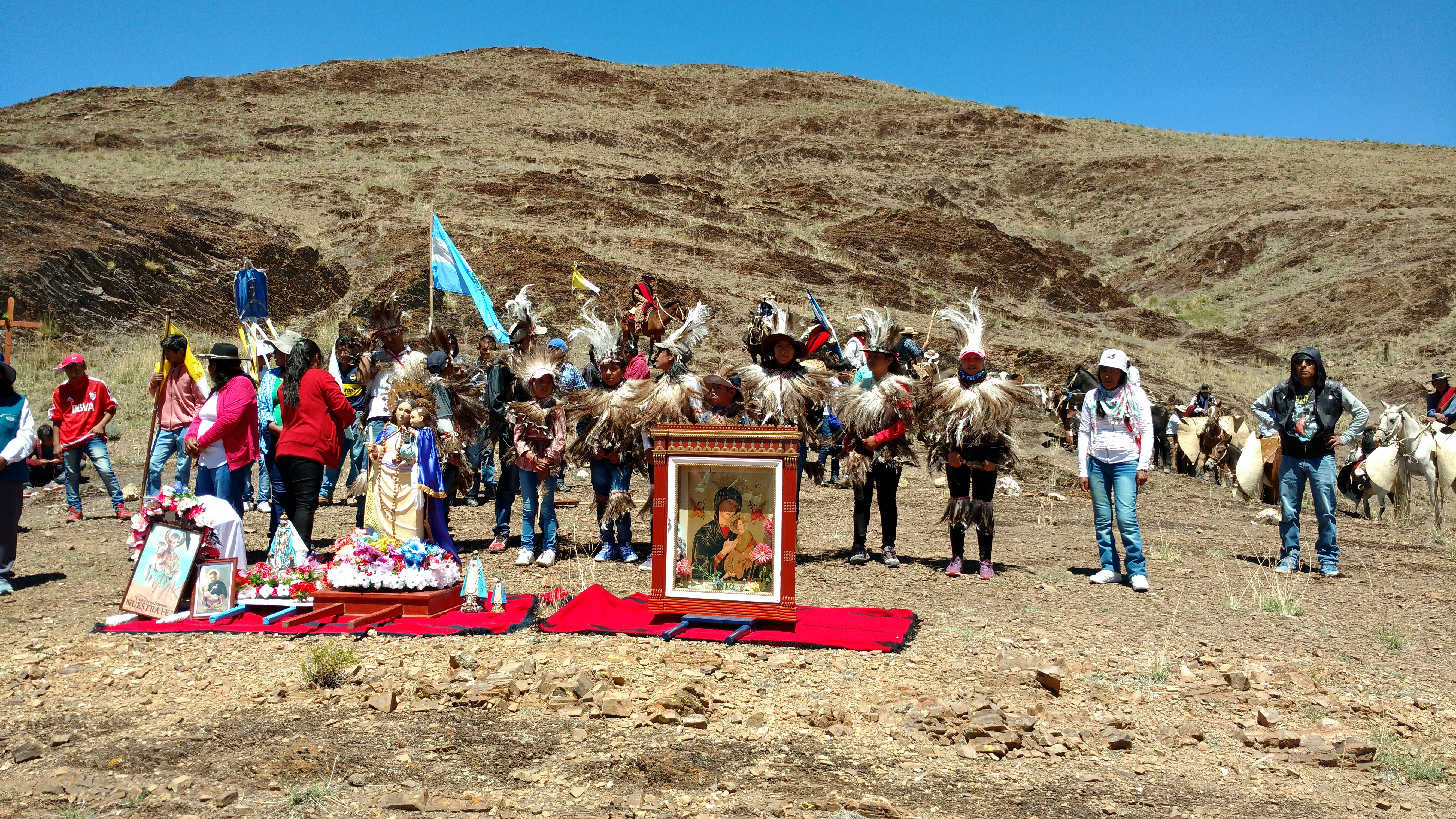
Fiesta patronal y procesión en el Paraje Las Mesadas, en Argentina.

La existencia de las procesiones se remonta a la más lejana antigüedad. En Atenas, se celebraban anualmente cinco grandes procesiones:
- La de las panateneas
- Las tres de los misterios de Eleusis
- La de Yaco

En Roma había procesiones ambarvales, triunfales, consulares, en honor de la diosa Diana, etc.
En el cristianismo, las procesiones forman la parte más importante del culto exterior. Es difícil hacer una historia de las procesiones cristianas, aunque cabe pensar que en los primeros tiempos de persecución serían muy extrañas, y solamente en el interior de los lugares de culto. Existe constancia histórica de algunas procesiones en la Edad Media.
En los siglos XIV y XV, la aparición y difusión de las órdenes mendicantes supuso un cambio en la vivencia religiosa de los fieles, pues estas órdenes pretendían un acercamiento de lo sagrado al pueblo, y el adoctrinamiento y enseñanza de este en los misterios de la fe. De ahí que las imágenes religiosas se multiplicaran a partir de entonces y surgieran representaciones teatrales de carácter religioso, con elaborados textos (los autos sacramentales). Un precedente de esto pudo ser el pesebre viviente que organizó san Francisco de Asís en la localidad italiana de Greccio. En este tipo de representaciones se mezcla lo profano con lo sagrado, y las imágenes sagradas salen al exterior de los templos. Se puede sospechar con fundamento que la procesión cristiana recoge la tradición de los desfiles militares, tan habituales en la Antigüedad, bajo un barniz piadoso.
Pero, sin duda alguna, es a raíz del Concilio de Trento cuando las procesiones adquieren una enorme importancia, cuando la Iglesia católica ve en este tipo de actos un poderoso instrumento de evangelización y persuasión. Todo ello en un marco donde el impacto visual de la imagen era más efectivo que la lectura de relatos bíblicos, que, por otra parte, era limitada debido a las altas cotas de analfabetismo y a que estaba prohibido traducir los textos sagrados del latín.

## Procesiones en la actualidad

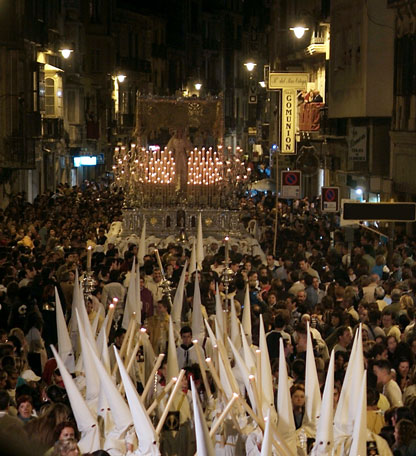
Procesión de la Virgen del Rocío en la Semana Santa de Málaga, España.

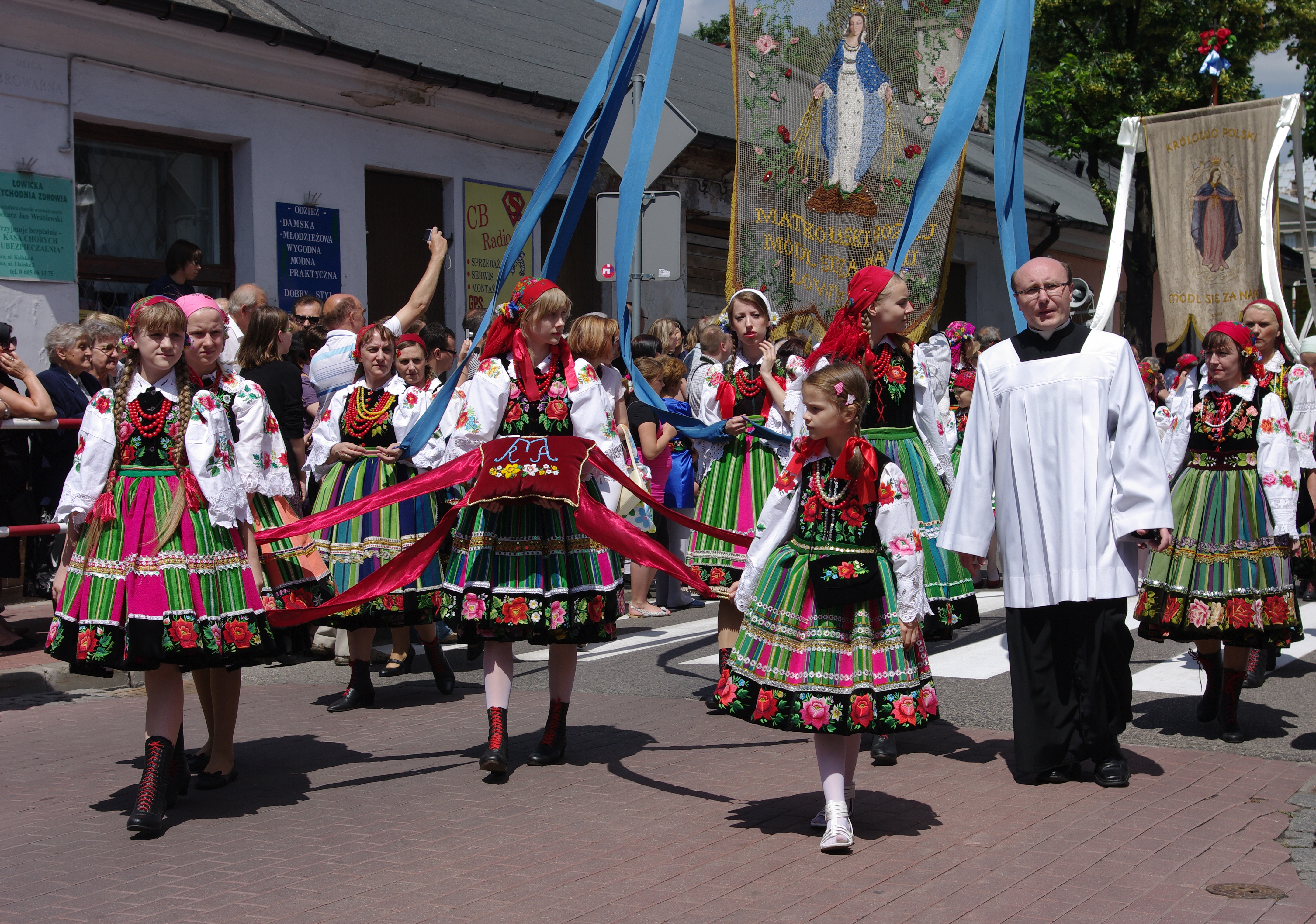
Procesión del Corpus Christi en Lowicz, Polonia.

Actualmente han pervivido con diferente fortuna en diversos lugares del mundo. Si algunas son especialmente conocidas son las procesiones religiosas en España, México, Argentina, Bolivia, Colombia, Perú, El Salvador y Guatemala, muy habituales en Semana Santa, aunque también fuera de ella.
Entre otros, podemos encontrar estos tipos de procesiones:
- Semana Santa. Se realizan estas procesiones coincidiendo con la Semana Mayor. En estas procesiones participan distintos colectivos agrupados en cofradías o hermandad religiosa bajo el reconocimiento eclesiástico. Así pues, los cofrades salen a las calles con sus hermandades acompañando a un paso de Cristo o Virgen adscrito a un pasaje de la Pasión. Los integrantes realizan las estaciones ataviados con túnicas: penitentes o nazarenos.

- Viacrucis, en las que se va realizando este ejercicio piadoso, muy habituales en Cuaresma, sobre todo los viernes.

- Infantiles, organizadas e integradas por niños (como, por ejemplo, la Procesión de los Niños, el día de San Blas, o la procesión del Corpus, ambas en el municipio madrileño de Robledo de Chavela). También se puede destacar la Procesión de los Facundillos el Domingo de Resurrección de la Semana Santa en Granada o "La entrada de Jesús en Jerusalén" de los niños de la cofradía California de la Semana Santa en Cartagena, durante el Domingo de Ramos.

- Rosario de la aurora, se realiza por la mañana temprano, al poco de haber amanecido, y se rezan los misterios del Rosario.

- Rosario de las candelas, igual que el anterior, pero una vez oscurecido, los hermanos van con velas.

- Procesión de impedidos, se lleva la Hostia consagrada a los enfermos que no pueden desplazarse a la iglesia.

- Procesión del Corpus Christi, en la que se pasea la Hostia consagrada, en la festividad homónima.

- Procesión de gloria, que se realiza con alguna advocación gloriosa, de la Virgen, Cristo o algún santo.

- Procesión marítima, se hace en parte o en su totalidad sobre un barco. Son muy habituales las de la Virgen del Carmen.

- Procesión de rogativas se realiza para pedir algún favor, habitualmente la lluvia. Muy normales en siglos pasados, ahora son poco habituales...

## Procesiones de interés turístico-religioso

### Argentina

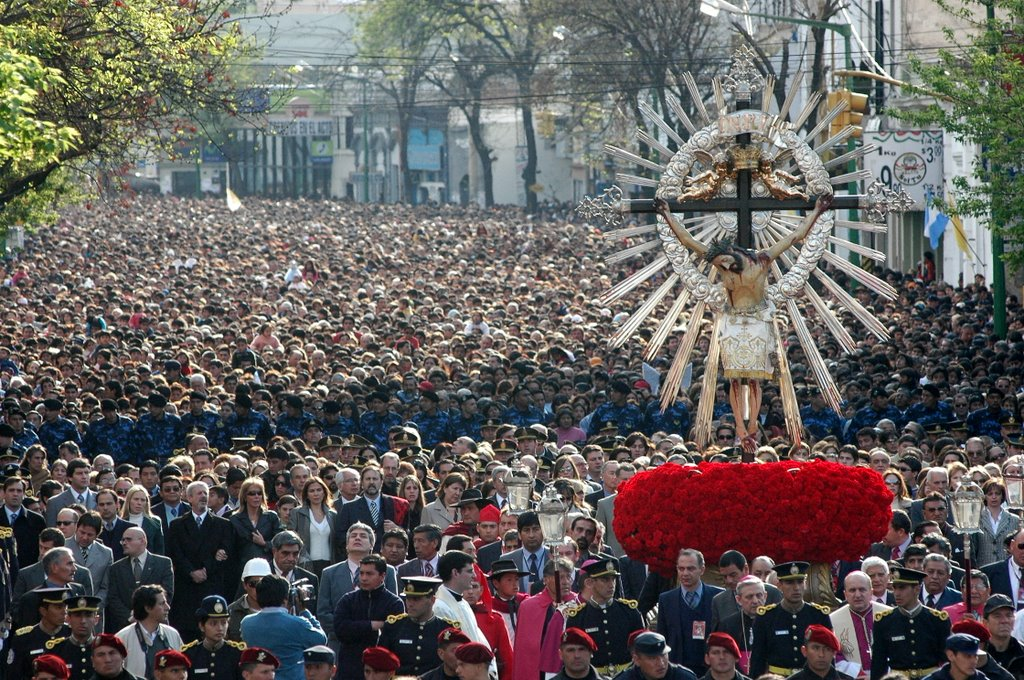
Procesión del Señor y Virgen del Milagro en la ciudad de Salta (Argentina).

La procesión del Señor y Virgen del Milagro en la ciudad de Salta, es una de las más importantes del país. Su culto se origina con la fundación de la ciudad en el año 1582; tras la misteriosa llegada de las imágenes al puerto del Callao en el Perú y posteriores sucesos en la ciudad de Salta, hacen de este culto uno de los más venerados y con mayor convocatoria de la Argentina.

### Bélgica

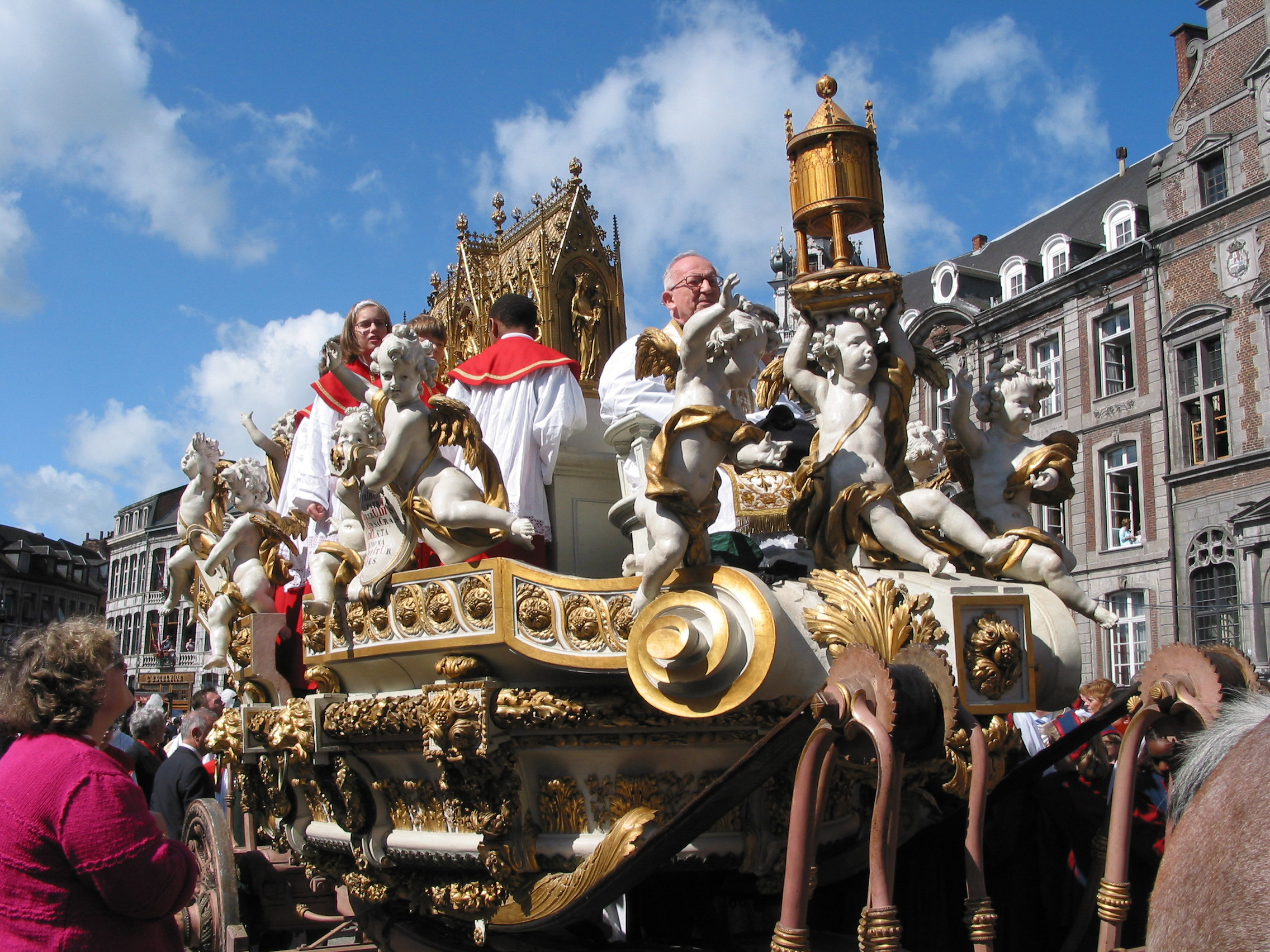
Procesión del «Car d’Or» en Mons, Bélgica.

La Procesión del «Car d’Or» que pasa cuando la Santísima Trinidad a Mons Bélgica, inscrito como las obras maestras del patrimonio oral e intangible de la humanidad. Sus orígenes son difíciles de determinar con precisión. Está atestiguada desde el siglo XIII: la primera fecha de referencia conocida de 1248). Se trata de una procesión de «Ducasse» (dedicación) con una vuelta de honor al santo patrono de la ciudad.

### Colombia

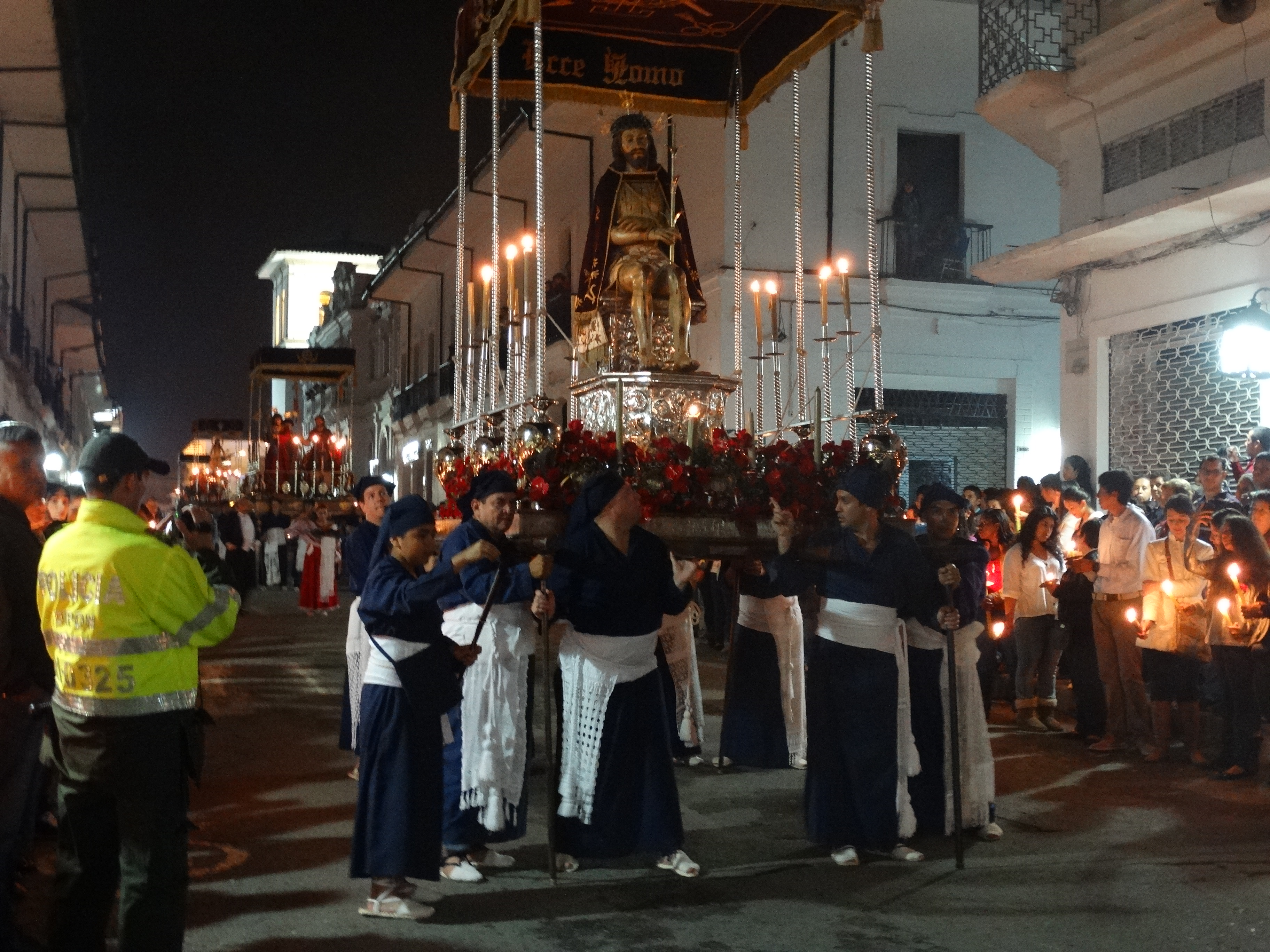
Procesión del Jueves Santo en honor del Santo Cristo de la Veracruz (Popayán). En la imagen se muestra el paso del Santo Ecce Homo.

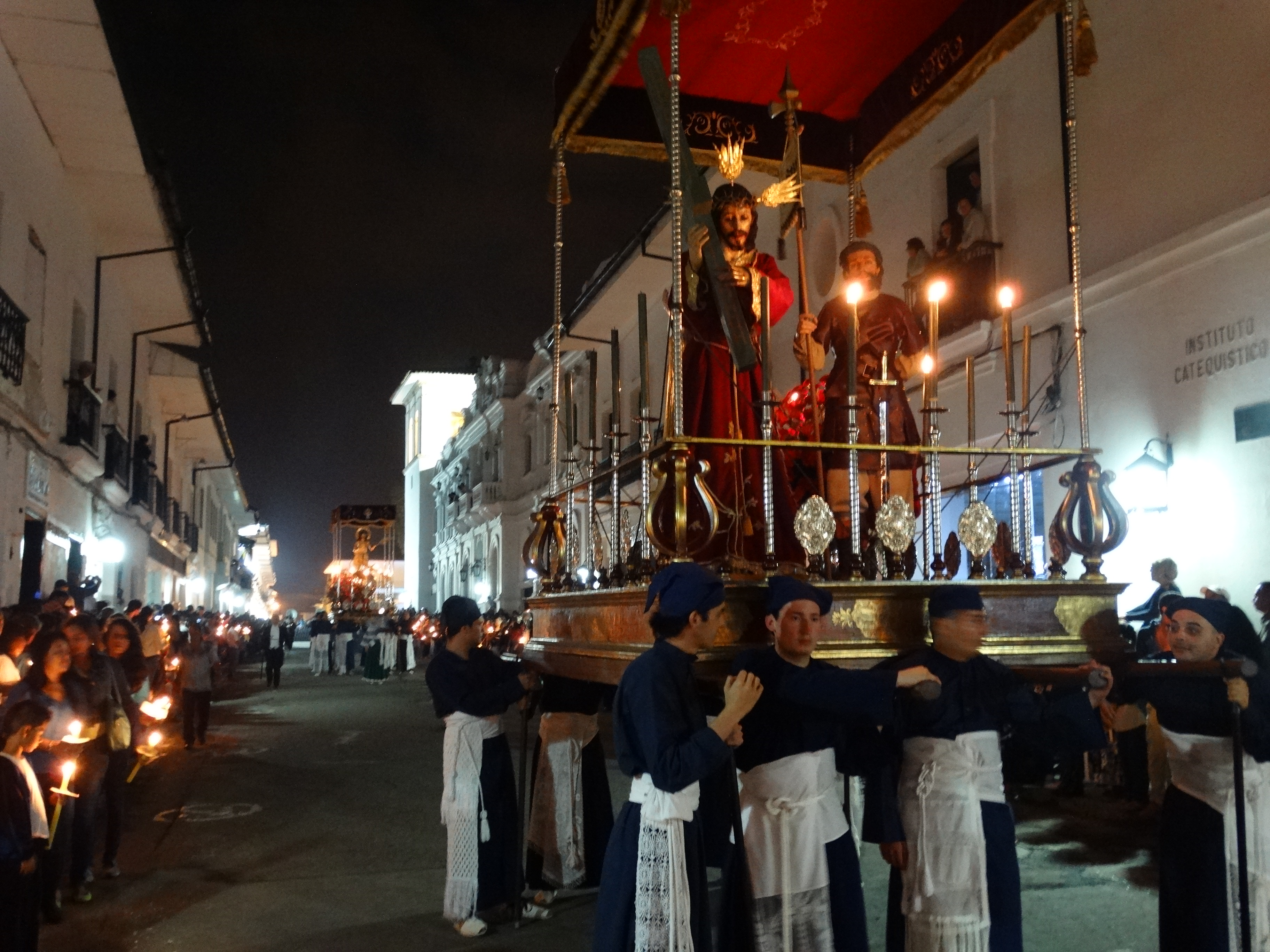
Paso de La Cruz a Cuestas (imágenes españolas. Siglo XVIII). Procesión del Jueves Santo (Popayán)

Las celebraciones de Semana Santa de la ciudad de Popayán, Colombia son mundialmente conocidas, ya que es la única celebración de este tipo incluida por la UNESCO en la Lista representativa del Patrimonio Cultural Inmaterial de la Humanidad. Estas procesiones son celebradas desde el año 1556, convirtiéndose en la tradición más antigua de América Latina y el Caribe. Las imágenes que desfilan en esta Semana Santa son tallas en madera policromada de origen español, quiteño, italiano y payanes de los siglos XVI, XVII, XVIII y XIX. La orfebrería que sale con las imágenes es de Oro y plata con incrustaciones de esmeraldas y joyas preciosas. En esta Semana Santa es muy alto el arribo de turistas Extranjeros de Europa, Norteamérica y Asia.

### España

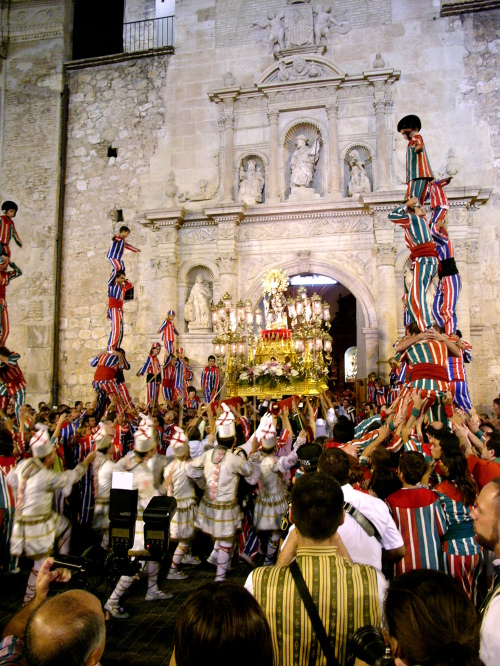
Bailes de la procesión de Nuestra Señora de la Salud de Algemesí.

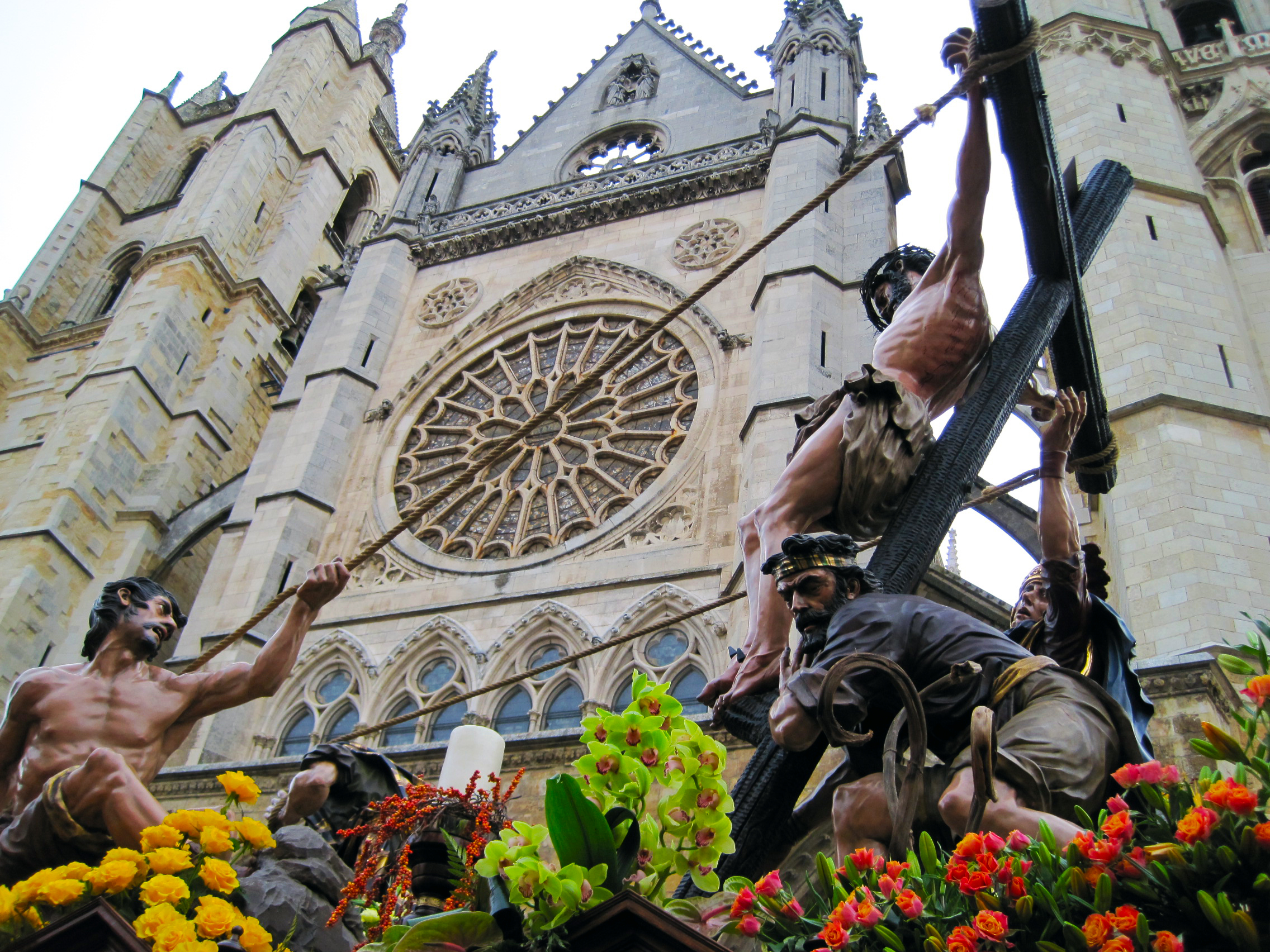
Procesión de los Pasos de León.

Las procesiones de mayor interés turístico en España son las que tienen lugar durante la Semana Santa en las ciudades de Ferrol, Cáceres, Cartagena, Cuenca, Granada, León, Lorca, Málaga, Mérida, Murcia, Orihuela, Palencia, Salamanca, Sevilla, Valladolid, Hellín, Zamora y Vivero que están declaradas de Interés Turístico Internacional y las de Jerez de la Frontera, Valencia, Almería o Alicante entre otras, declaradas de Interés Turístico Nacional.
Entre las procesiones del Corpus Christi destaca especialmente la solemnísima de Toledo, aunque también resultan muy ricas y vistosas las de Granada, Valencia, Sevilla, Barcelona o las de Béjar y Puenteareas, declaradas estas dos últimas de Interés Turístico Internacional. En otras localidades se han conservado costumbres folclóricas de sumo interés que se repiten cada año con motivos de la procesión del Corpus Christi, como en La Orotava, Priego de Córdoba, Marchena, Oñate o Zahara de la Sierra, entre otras localidades de especial interés.
Otras muchas procesiones resultan de sumo interés etnográfico, como las que se celebran en honor a Nuestra Señora de la Salud de Algemesí durante los días 7 y 8 de septiembre. Estas procesiones se declararon el 22 de febrero de 1977 como Fiesta de Interés Turístico Nacional, el 5 de octubre de 2008 como Maravilla Valenciana de acontecimientos culturales y patrimonio inmaterial, el 2 de julio de 2009 como uno de los 10+2 Tesoros del Patrimonio Cultural Inmaterial de España, y el 27 de agosto de 2010 Bien de Interés Cultural. Actualmente, está en tramitación su declaración como Patrimonio Cultural Inmaterial de la Humanidad.
También son muy célebres las procesiones marianas en localidades de Andalucía, normalmente coincidiendo con las fiestas mayores de cada sitio: Virgen de la Cabeza en Andújar con la romería más antigua de España, Virgen del Rocío en Almonte, cuya procesión es la más multitudinaria de España, Virgen de Guadalupe en Úbeda, de la Caridad en Sanlúcar de Barrameda, de la Asunción y la Divina Pastora en Cantillana, de las Angustias en Granada, de la Bella en Lepe, de las Angustias en Ayamonte, del Mar en Almería, y otras muchas en las que participan cientos de devotos y se convierten en magníficas manifestaciones de esplendor y arte.
Otras procesiones se celebran prácticamente en todo el territorio nacional; y hasta en las localidades más pequeñas se pueden contemplar procesiones en honor a diversos santos. Podemos destacar la de San Antonio Abad en Trigueros (Huelva) que tiene lugar durante más de 30 horas, siendo esta la de mayor duración de España y la de la Carrera realizada en la localidad burgalesa de Valdezate en la que se realiza un recorrido a través de sus calles empedradas.

### Ecuador

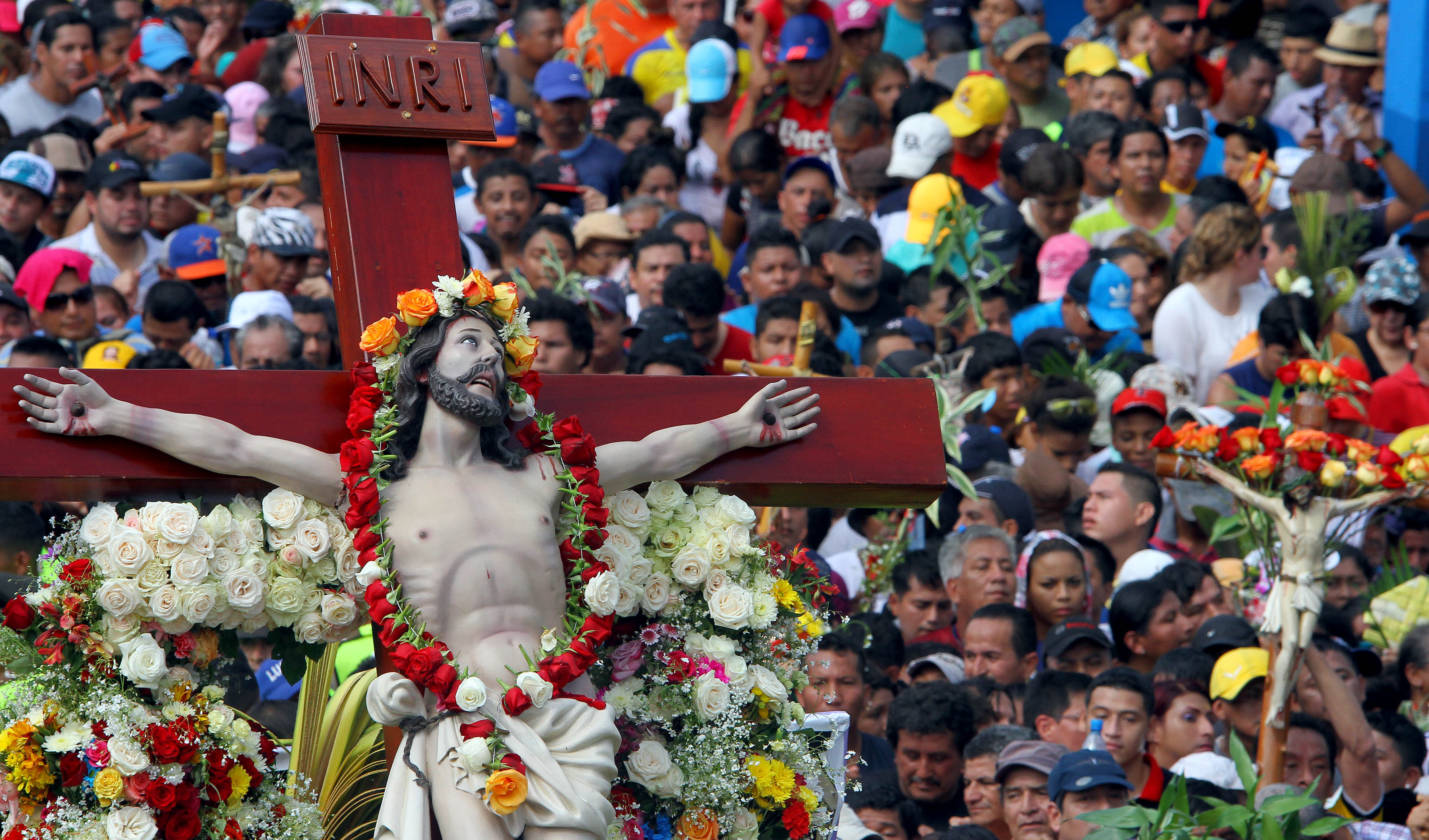
Procesión del Cristo del Consuelo en Guayaquil.

En Guayaquil, la procesión del Cristo del Consuelo es una de las muestras de fe más grandes en América, con más de 500.000 participantes. Dicha procesión contempla 17 cuadras de recorrido, el cual se inicia en la iglesia del Cristo del Consuelo (en la intersección de la calle Lizardo García y la calle A); y concluye en la iglesia Espíritu Santo (intersección de la calle Azuay y la calle Leónidas Plaza). En ese sector, los 60 voluntarios de los 10 grupos parroquiales del Espíritu Santo son encargados de vigilar el orden a la entrada del templo.
La procesión inicia a las 07:00 de la mañana cada Viernes Santo en el Santuario del Cristo del Consuelo, en el que reposa la santa imagen del Cristo del Consuelo. El trayecto es por la calle Lizardo García, principal de ese sector del suroeste de Guayaquil. Recorre las calles Oriente, Francisco Segura, Colón, Chambers, Avilés, Domingo Sabio, Gonzáles, Chávez Franco, Cuatro de noviembre y Azuay; en esta calle gira para dirigirse al Templo del Espíritu Santo, al que arriba entre las 10:00 a 11:00 donde posteriormente se inicia una misa por Viernes Santo.
Alrededor de 600 policías o más acompañan la procesión. La mayoría se ubica alrededor de la imagen de Cristo del Consuelo y de la Virgen María, que son llevadas en hombros, mientras los feligreses se ubican a su alrededor realizando penitencias llevando velas en manos, caminado descalzos, asistiendo en ayuna como forma de fe mientras se escucha las oraciones y las estaciones del vía crucis por los parlantes colocados en cada cuadra durante la procesión.
Otra de las congregaciones más grandes del país es la Romería de La Virgen del Cisne en la parroquia El Cisne en la provincia de Loja, participan 400.000 fieles por tres días en un recorrido de 73 kilómetros, acuden devotos de Colombia, Perú, España y Ecuador, se realiza en el mes de agosto y en el mes de septiembre en que La Churona como le llaman a la Virgen del Cisne, regresa de la ciudad de Lojas al santuario de la parroquia El Cisne. Hay música, danza, expresiones artísticas por parte del Municipio de Loja, y sobre todo por los azuayos (provincia del Azuay, Ecuador) que veneran a la Virgen y que caminan hasta 6 días para venerarla.
La procesión de Jesús del Gran Poder el Viernes Santo en Quito, participan 200.000 fieles por las calles de la capital del Ecuador. Hay personajes destacados como los cucuruchos llamados así por sombrero característico en forma de cucurucho de maní, algunos van descalzos con cadenas en sus pies y flagelándose en su espalda con ortiga (una hierba con espinos) o con alambres de púas; otro personaje es Jesús, que carga una cruz pesada de madera de verdad, están ataviados con túnica, corona de espinas, descalzos, emulando a Jesús en el camino al calvario; también están las Verónicas (mujeres con velos negros o morados en sus caras) van descalzas y con traje morado, rezan y cantan.
La procesión a la Virgen del Quinche, que va desde la ciudad de Quito hasta el santuario en la parroquia El Quinche, dura 8 horas y participan 50.000 personas, esta advocación tiene más de 400 años.
El Pase del Niño Viajero en Cuenca, el 24 de diciembre de cada año, participan 60 000 devotos con sus trajes típicos de azuayos, cañaris, música de banda de pueblo y danza, en el año 2005 fue declarado Patrimonio Inmaterial de la Nación por el gobierno del Ecuador. Desde inicios de diciembre hasta antes de Carnaval se realizan numerosas procesiones, llamadas en general "pases" o "pasadas" del Niño, con la presencia de variados personajes populares.
Procesión a Nuestra Señora de La Nube de Azogues, realizada cada uno de enero y 31 de mayo, participan 60 000 fieles con la participación de la orden seglar de los franciscanos de la ciudad de Azogues, los Coros de la Virgen, los Caballeros y Damas de la Virgen, por las calles por donde pasa la procesión hay serenatas a la Virgen con conjuntos musicales y conjuntos de mariachis, al final de la eucaristía para la Virgen en el Santuario franciscano, se entonan dos himnos, el del Ecuador y el de la Virgen de la Nube para darle más solemnidad al acto religioso y cultural. La misma procesión se realiza en la ciudad de Nueva York en la catedral de San Patricio en donde la Virgen de la Nube en 1998 fue entronizada, así mismo participan los Coros Azogues Nueva York y los Caballeros de la Virgen de Nueva York, hay una procesión con banda de pueblo y danzas cañaris.
Todo el año, de acuerdo al calendario litúrgico de la Iglesia católica de Ecuador, se realizan procesiones, peregrinaciones, romerías y fiestas en algún Santo patrono o Virgen. Por ejemplo, las que se dan en la provincia del Azuay.

### Guatemala

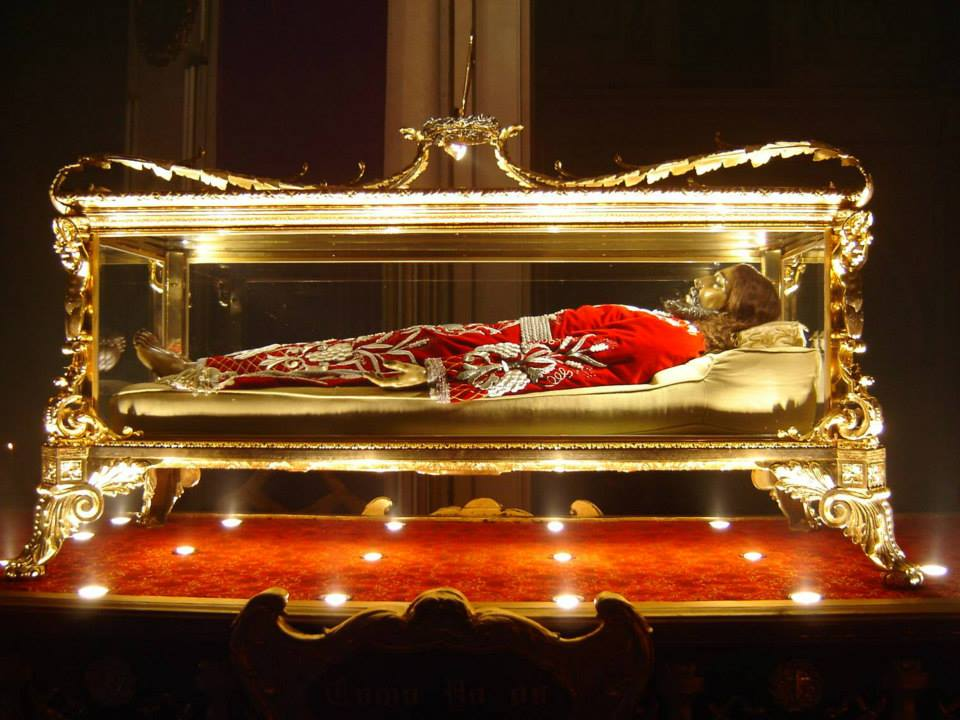
Señor Sepultado de Santo Domingo, Cristo del Amor - Guatemala.

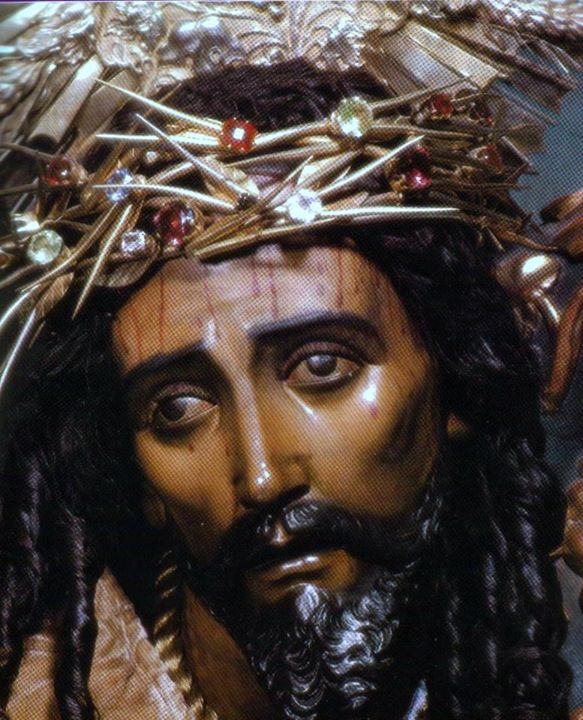
Jesús Nazareno de los Milagros, Guatemala

La primera procesión católica en Guatemala se realizó en la ciudad de Santiago de los Caballeros, hoy Antigua Guatemala, el 10 de marzo de 1543. Desde ese entonces se ha desarrollado una larga e importante tradición que ha dado lugar a majestuosas procesiones, únicas en el mundo. Las procesiones en Guatemala son caracterizadas por las alfombras de aserrín colorido que adornan las calles en donde son llevadas en hombros por períodos de hasta 20 horas y media de duración. Los desfiles van acompañados durante todo el recorrido por orquestas musicales que interpretan marchas fúnebres o festivas compuestas por artistas nacionales en su mayoría.
Las procesiones con las andas más grandes del mundo están en el centro histórico de la Ciudad de Guatemala y pertenecen a la iglesia de Nuestra Señora de los Remedios - El Calvario. Midiendo entre 27 y 30 metros de largo, 1.2 de alto y 2 de ancho, estas son cargadas por hasta 150 personas por cuadra cada Segundo Domingo de Cuaresma y en Viernes Santo se procesiona la segunda anda más grande del mundo, Cristo Yacente de esta misma iglesia, cargado por 140 personas cada cuadra, cuya anda mide hasta 25 metros de largo.
La época más importante de procesiones en Guatemala es la Cuaresma y la Semana Santa, cuando se congregan cada año miles de personas del país y turistas de distintas nacionalidades para ver esta tradición católica religiosa.
El período de grandes procesiones comienza el primer Jueves de Cuaresma con la procesión del "Silencio" organizada por el santuario arquidiocesano al Señor San José en la Ciudad de Guatemala, cuya imagen central es la de Jesús de los Milagros. Desde esa fecha hasta el Domingo de Resurrección, las procesiones se ejecutan durante toda la Cuaresma y en especial durante la Semana Santa o Semana Mayor en todo el país.
Cada cortejo posee características propias. La de Jesús Nazareno de los Milagros del Santuario Arquidiocesano del Señor San José, es acompañada por un escuadrón de romanos; la de la Reseña en la Ciudad Capital, sale sin adornos para que los fieles le coloquen flores durante su corto recorrido.
Luego Cada Jueves Santo sale una de las imágenes con más devotos en el país: la Consagrada Imagen de Jesús Nazareno de
Candelaria "Cristo Rey" del templo de Nuestra Señora de Candelaria, con miles de fieles que lo acompañan desde su salida hasta que retorna a su templo logrando por momentos de gran concurrencia llegar a tener de 8 a 13 cuadras de devotos en las filas, contando con uno de los recorridos más largos de la Cuaresma y Semana Santa. Cabe resaltar también que esta procesión se caracteriza por tener un escuadrón de palestinos que se encargan de llevar los diferentes estandartes de la Asociación, los 7 Dolores de la Virgen María y las 14 estaciones del Vía Crucis. También existe otra procesión que hace su recorrido cada sábado anterior a ramos, con cientos de devotos, que con su mirada hace que sea una procesión majestuosa, y es "Jesús del Consuelo" del templo de La Recolección.  El Viernes Santo por la tarde sale del Templo de Santo Domingo, la procesión más antigua del continente y el Santo Entierro por excelencia de América, la procesión de la Consagrada Imagen del Señor Sepultado "Cristo del Amor" y Nuestra Señora de Soledad, siendo ellos parte del conjunto escultórico más antiguo de Guatemala.
Aunque con andas de menor tamaño, las procesiones más famosas son las de Antigua Guatemala. Estas se pueden apreciar en su mayor esplendor durante los domingos de Cuaresma en las diferentes aldeas aledañas a la ciudad y durante la Semana Mayor en el casco central.
En el resto del país cabe resaltar a la ciudad de Quetzaltenango en donde salen diferentes cortejos procesionales, siendo también los más importantes los del Viernes Santo, especialmente la de la iglesia Catedral y la de la iglesia San Nicolás con las imágenes del Señor Sepultado y Virgen de la Soledad. Además, existen también procesiones en los todos los municipios del país en diferentes épocas del año.

### México

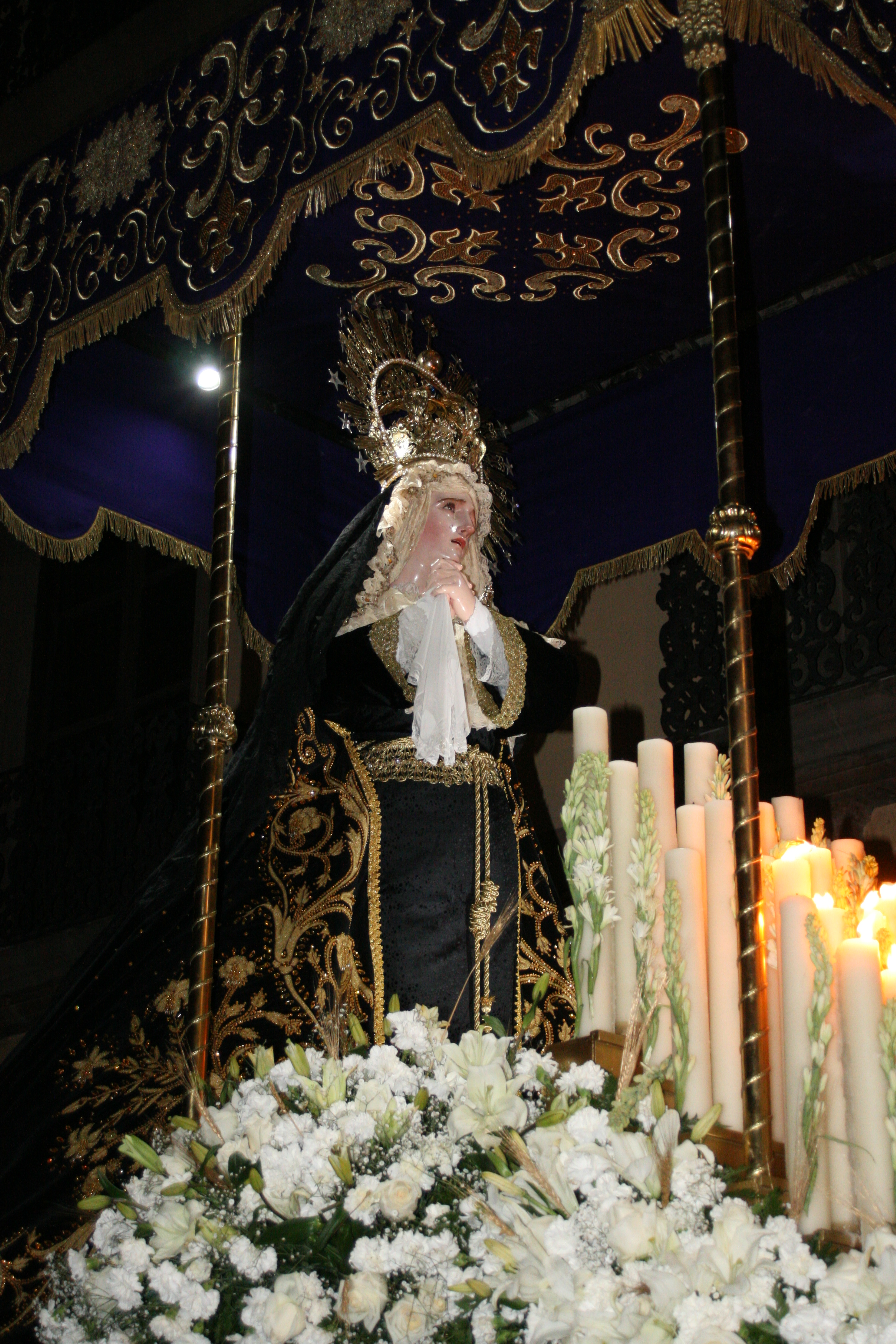
Nuestra Señora de la Soledad en su paso de palio San Luis Potosí México.

Las procesiones de interés turístico en México son las que tienen lugar durante la Semana Santa que se realiza cada Viernes Santo.
La llamada Procesión del Silencio como las de San Luis Potosí, siendo esta la de mayor relevancia a nivel internacional después de la de Sevilla, y las de Morelia, Querétaro, Zacatecas, Aguascalientes, Puebla y Taxco.
Otras muchas procesiones resultan de sumo interés etnográfico.

### Perú

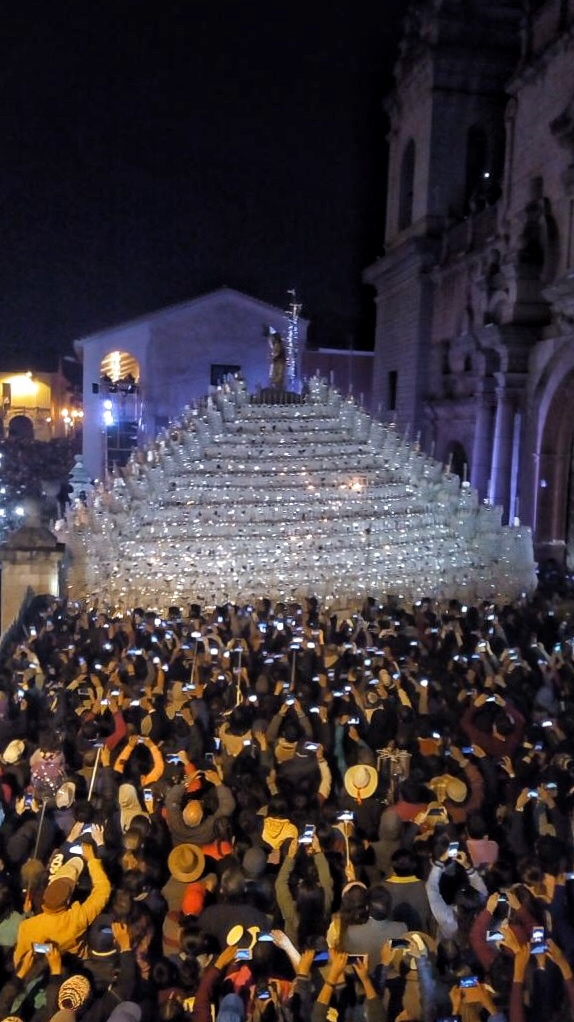
Procesión de Cristo Resucitado en Ayacucho, Perú

Las procesiones en este país son muy arraigadas. 
Entre las principales ciudades que testimonian procesiones están: 
- Lima con el Señor de los Milagros, María Auxiliadora en Breña,  Virgen del Carmen, Virgen de las Mercedes, San Martín de Porres, San Judas Tadeo, Señor de la Justicia del Convento de Santo Domingo, Santa Rosa de Lima, San Juan Macías, Semana Santa, etc. En Navidad hay una procesión muy tradicional que es del Niño Jesús el Doctorcito de la Basílica la Merced de Lima, en el Callao con el Señor del Mar y la Virgen de Carmen de la Legua.
- Ayacucho con la Semana Santa, Jesús Nazareno (Patrono de Huamanga), San Juan Bosco, Virgen de la Candelaria:
- Cuzco con el Señor de los Temblores y la procesión del Corpus Christi Cusqueño.
- Arequipa con la Virgen de Chapi y el Cristo de la Caridad (Patrono Jurado de Arequipa).
- La Libertad con la Virgen de la Puerta y de Guadalupe, san Sebastián y la Santísima Virgen de la Inmaculada Concepción de Chepén
- Virgen Dolorosa de Cajamarca.
- Lambayeque la Santísima Cruz de Motupe y el Divino Niño de Eten
- Ica con el Señor de Luren.
- Piura con el Señor Cautivo de Ayabaca y la Virgen de las Mercedes.
- Ancash el Cristo Nazareno en la Semana Santa de Huaraz y Cachuy con el Señor de Cachuy.

En junio el Corpus Christi se celebra de forma única en la ciudad del Cusco, se realiza la procesión de los 15 Santos. Esta procesión muestra el Sincretismo entre la religión Cristiana Católica y la cultura andina. Los 15 Santos son ataviados con indumentaria muy lujosa y colorida y son traídos en medio de jolgorio, música, baile, danzas y tradiciones andinas hasta la Catedral del Cusco donde permanecen por una Semana, luego de esta semana retornar triunfalmente cada uno a su barrio de origen. Esta tradición tiene una antigüedad de casi 500 años, siendo así la fiesta más importante de la ciudad del Cusco. 
En octubre se celebra en Perú el mes morado, son 31 días dedicados al culto y devoción del Patrón Jurado de la ciudad de Lima y Patrón del Perú desde 2010. Esta procesión tiene su inicio en 1687 donde, en una procesión de rogativas, el mayordomo de la capilla del Santo Cristo, don Sebastián de Antuñano, sacó una copia del milagroso muro del barrio de Pachacamilla por las calles de la ciudad semidestruida pidiendo el cese del cataclismo.
El Señor de los Milagros empieza las celebraciones con un primer recorrido de traslado, del interior del Monasterio hacia su Santuario de las Nazarenas el primer sábado de octubre. Los días más relevantes y de tradición son el 18 y 19, donde la imagen sagrada recorre gran parte de la ciudad antigua, pasando por la plaza Mayor y recibiendo los homenajes de las principales instituciones estatales, públicas y privadas. En este recorrido acuden miles y miles de personas acompañando la sagrada imagen, peregrinos de todo el Perú acuden a la capital. También en pueblos y ciudades de todo el Perú se hace una pequeña procesión.
El 28 es la última procesión grande, donde el Señor visita los principales nosocomios de la capital, la fiesta finaliza el 1 de noviembre, donde el Señor recorre brevemente su barrio para ser trasladado nuevamente al Monasterio de Clausura donde permanecerá hasta el próximo año.
La fiesta de octubre es tan grande en Lima, que se ha extendido a prácticamente todos los distritos de la gran urbe, así como otros países donde residen peruanos. Es una festividad de profundo arraigo en Perú. Es considerada por el Osservatore Romano desde 1993, como la procesión y manifestación de fe más multitudinaria que hay en el mundo.

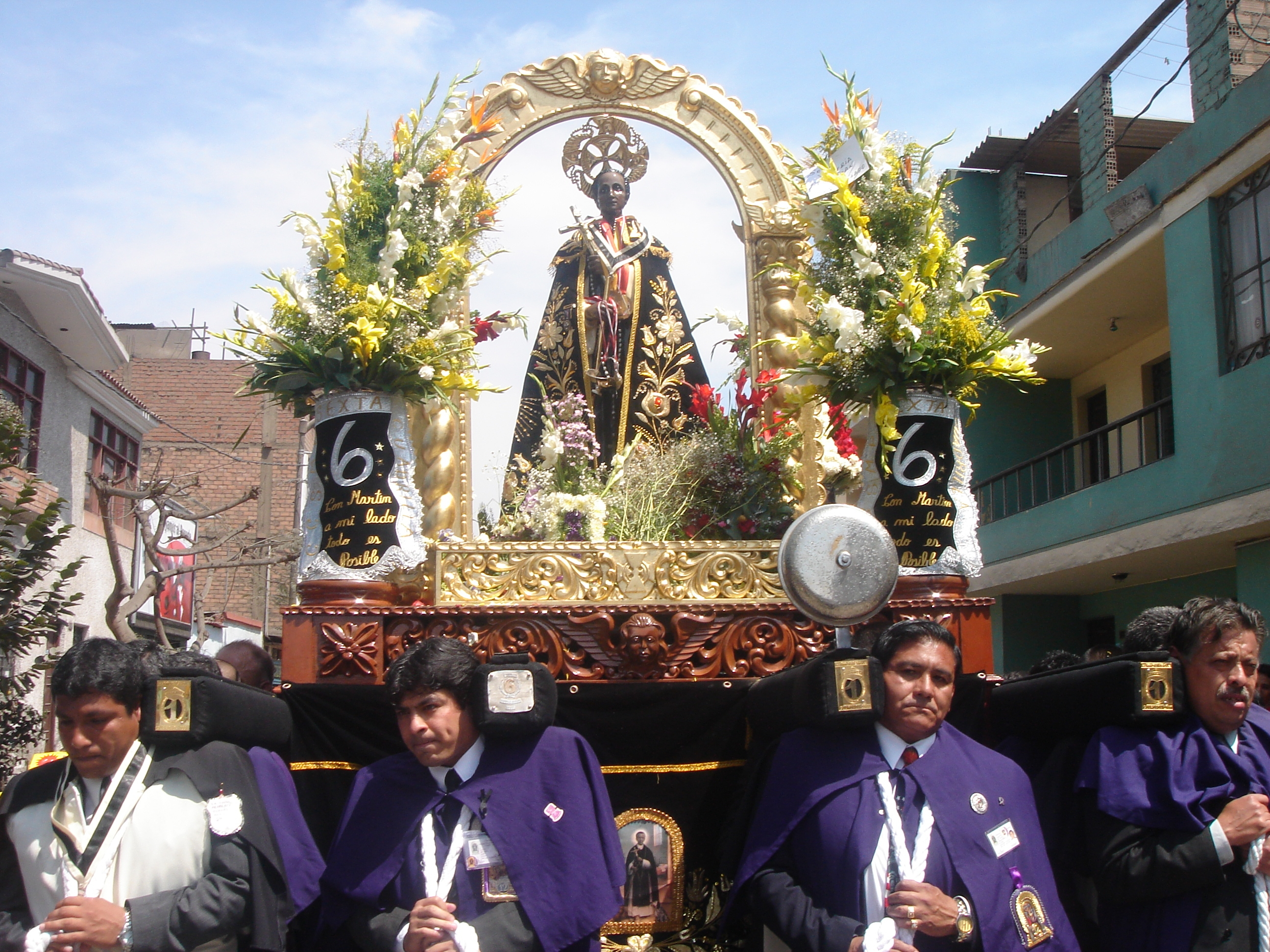
Procesión de San Martín de Porres.
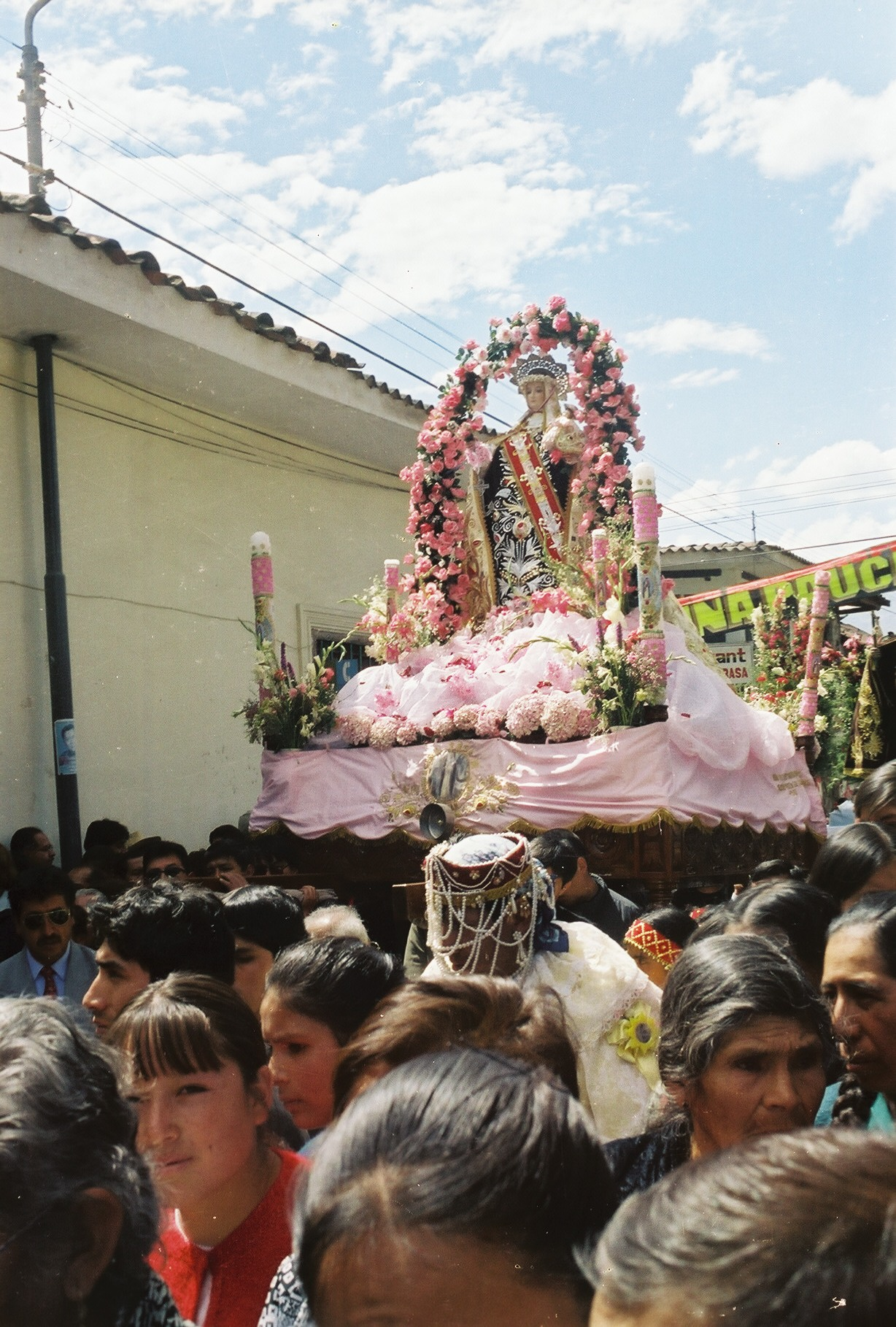
Procesión de Santa Rosa de Lima.
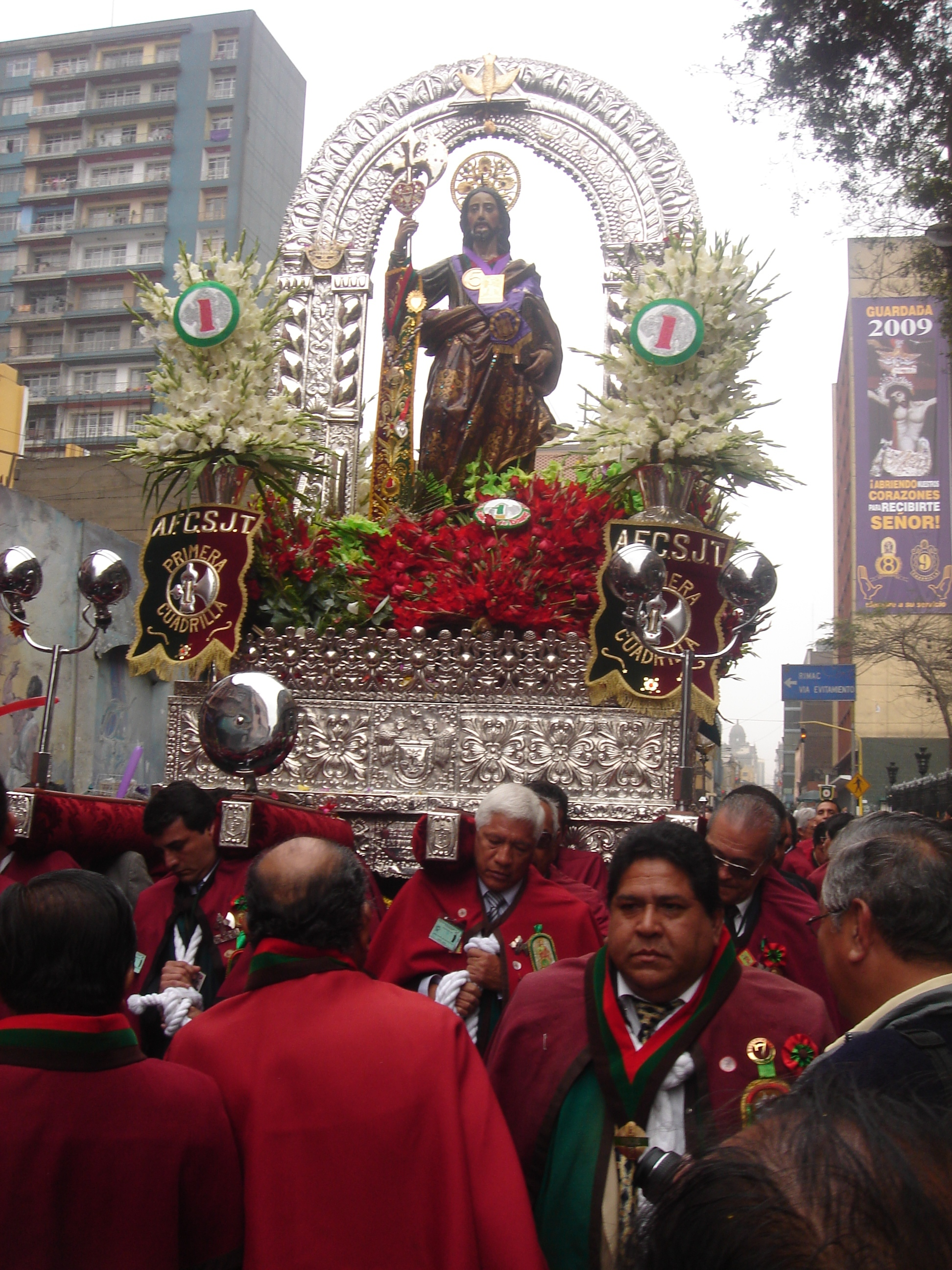
Procesión de San Judas Tadeo de la Basílica de San Francisco (Lima).
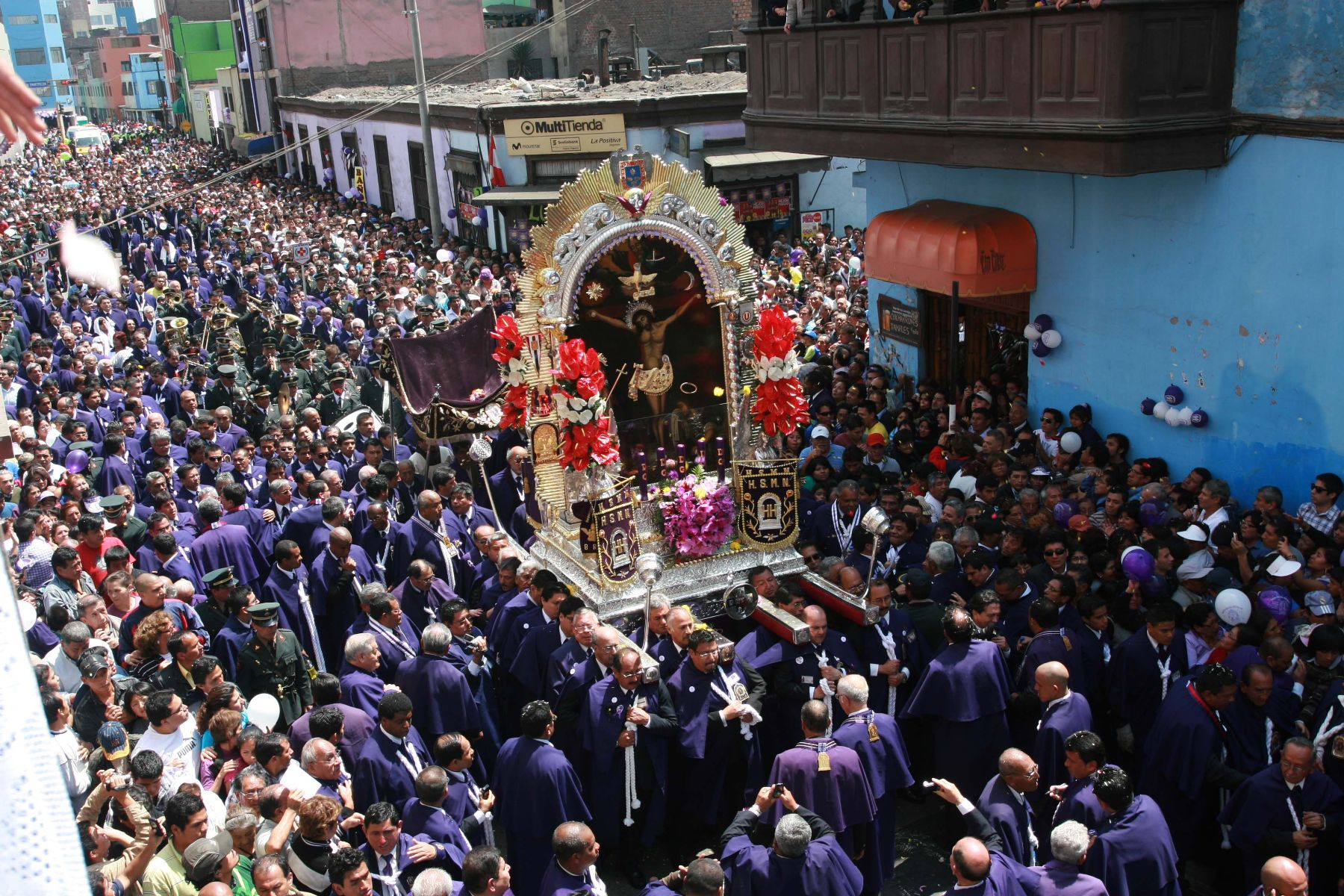
Procesión multitudinaria del Señor de los Milagros por las calles de Lima.

### Portugal

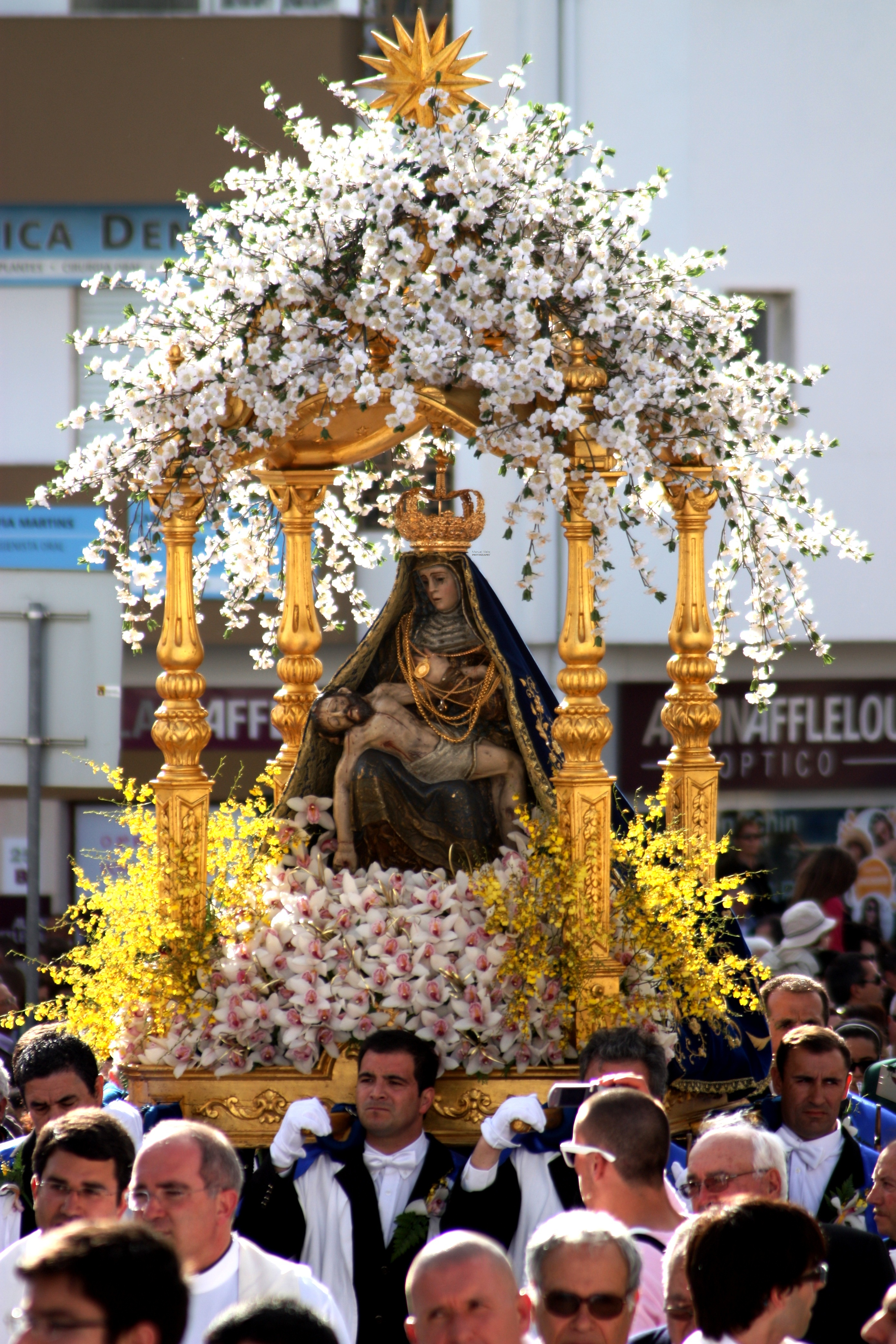
Procesión de Nuestra Señora de la Piedad sob la advocación mariana de Madre Soberana (en Loulé, Algarve)..

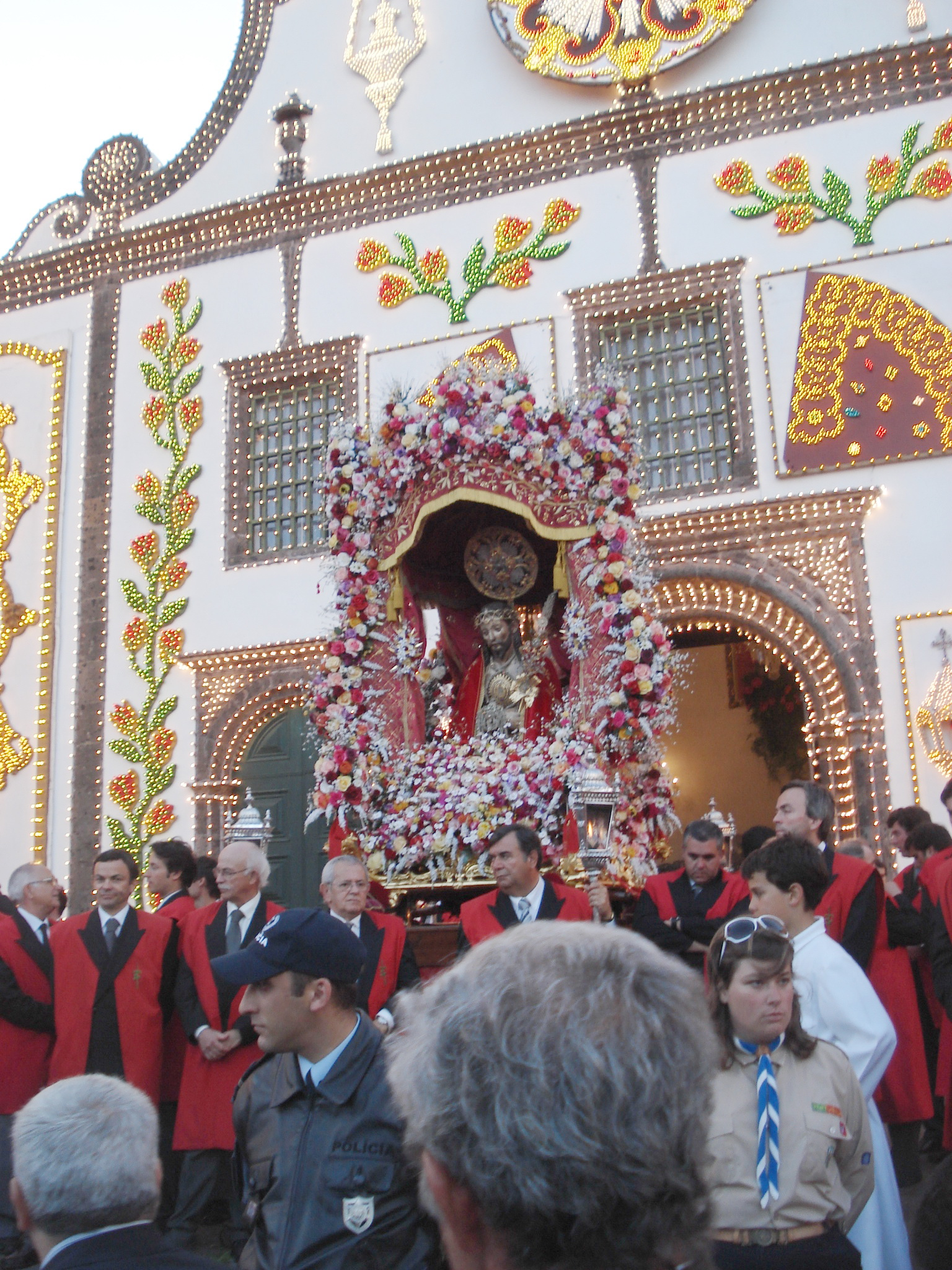
La gran procesión del Señor Santo Cristo de los Milagros, en Ponta Delgada, en las islas de Azores.

Las procesiones de mayor interés turístico en Portugal son las que ocurren en el Santuario de Nuestra Señora de Fátima, en la Cova da Iría, y en el Santuario de la Madre Soberana, en Loulé (Algarve), o entonces las que tienen lugar durante la Semana Santa en la ciudad de Braga, las procesiones de Cuaresma de Mafra, la Romería de Nuestra Señora de la Agonía, en Viana do Castelo, y la gran procesión del Señor Santo Cristo de los Milagros, en Ponta Delgada (Azores).

### Venezuela

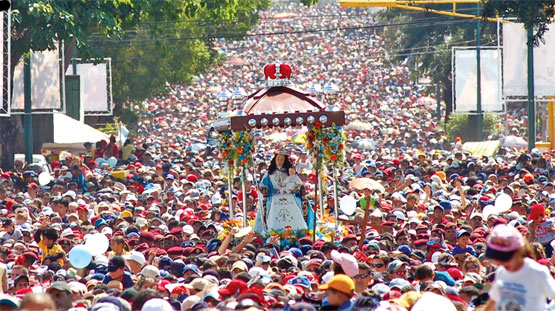
Procesión de la Divina Pastora.

El 14 de enero de cada año, se realiza en el estado Lara, Venezuela una procesión de la imagen la "Divina Pastora", en la que los fervorosos trasladan la imagen desde su iglesia en el pueblo de Santa Rosa hasta la Catedral Metropolitana de Barquisimeto, y luego al emprender el camino de regreso, visitan los 44 templos e iglesias de las diferentes parroquias del estado.
Esta celebración constituye uno de los iconos religiosos más importantes de Venezuela, es una de las manifestaciones más seguidas en el país, además de ser una de las procesiones más concurridas de América Latina, con más de 4 millones de feligreses siguiendo a la Divina pastora.
Entre otras procesiones de relevancia se tienen la del Nazareno de San Pablo en Caracas, cada miércoles Santo, la de Nuestra Señora de Chiquinquirá en Maracaibo cada 18 de noviembre, la de Nuestra Señora del Valle en la Isla de Margarita cada 8 de septiembre, la de Nuestra Señora de Táriba en Táriba, Estado Táchira cada 15 de agosto, la del Santo Cristo de la Grita en la Grita Estado Táchira cada 6 de agosto, la del Dulce Nombre de Jesús de Escuque en Escuque cada 14 de enero, entre otras...
En la mayoría de pueblos y ciudades se acostumbra a realizar las procesiones de los Santos de cada día según se tenga gran veneración a ellos, por ejemplo el 19 de marzo en muchos sitios se procesiona la imagen de San José, el 8 de diciembre a la Inmaculada Concepción, el 16 de julio a Nuestra Señora del Carmen, el 11 de septiembre a Nuestra Señora de Coromoto, el 1 de octubre a Santa Teresita del Niño Jesús, el 13 de junio a San Antonio de Padua, el 24 de junio a San Juan Bautista, el 12 de octubre a Nuestra Señora del Pilar...
Otra procesión que tiene muchos fieles es la del Santo Sepulcro de Upata, estado de Bolívar, que se realiza desde el año 1884.